# اعلامیه پوتسدام

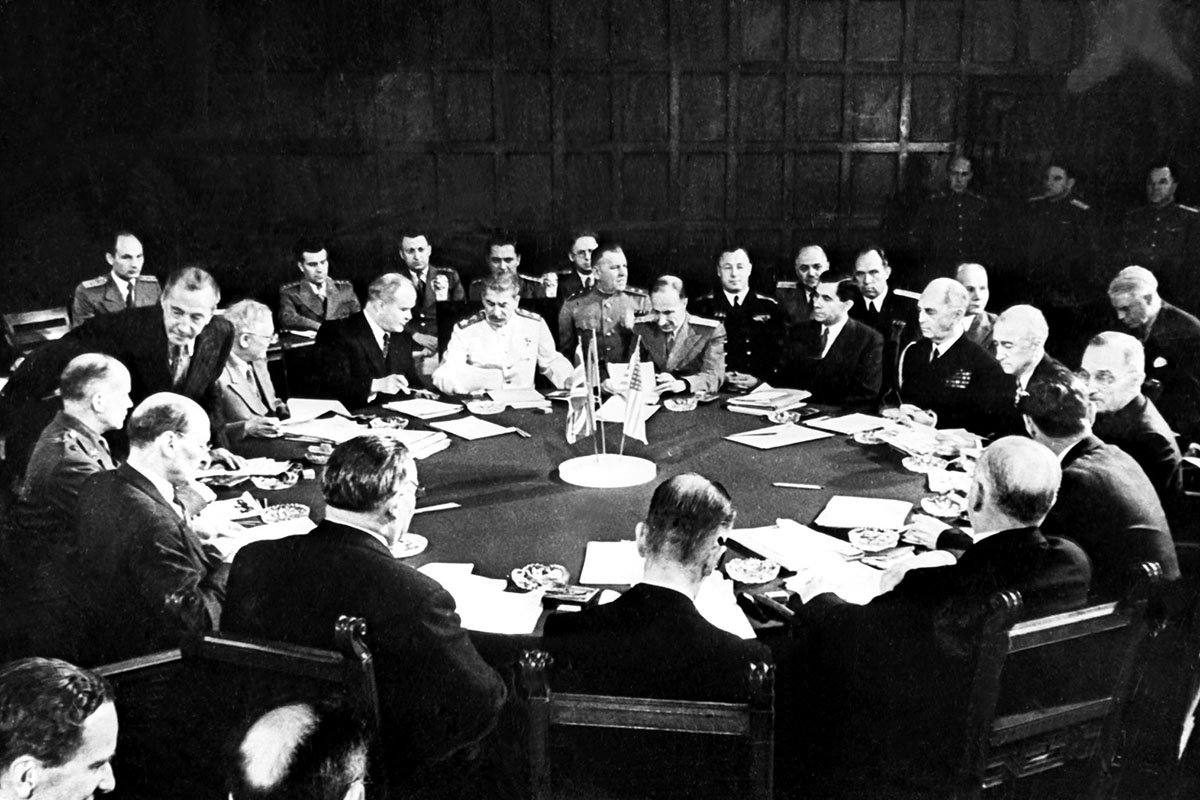
تصویری از کنفرانس پوتسدام جلسه‌ای با حضور کلمنت اتلی، ویاچسلاو مولوتف، ژوزف استالین، جیمز اف. بیرنز و هری ترومن.

اعلان پوتسدام (انگلیسی: Potsdam Declaration) یا اعلامیه شرایط تسلیم ژاپن بیانیه‌ای بود که درخواست تسلیم تمام نیروهای نظامی امپراتوری ژاپن را در طول جنگ جهانی دوم داشت. در ۲۶ ژوئیه ۱۹۴۵، رئیس‌جمهور ایالات متحده آمریکا، هری ترومن، نخست‌وزیر بریتانیا، وینستون چرچیل و رئیس‌جمهور جمهوری چین، چیانگ کای‌شک، پیش‌نویس بیانیه را آماده کردند که در آن، شرایط تسلیم نظامی امپراتوری ژاپن در طول کنفرانس پوتسدام تعیین می‌شد. این التیماتوم بیان می‌کرد که اگر ژاپن تسلیم نشود، ممکن است منجر به انهدام کامل و بی‌درنگ آن کشور شود.
بیانیه پوتسدام و بررسی پذیرش آن قبل از استفاده از سلاح‌های هسته ای صورت گرفت.
برای بحث در مورد اعلامیه. آنامی کوره‌چیکا، وزیر جنگ، ژنرال یوشی‌جیرو اومیزو، و دریاسالار تویودا سوئه‌مو با پذیرش این اعلامیه مخالفت کردند، استدلال کردند که این شرایط «بیش از حد شرم‌آور» است و به دولت ژاپن توصیه کردند که آشکارا آن را رد کند.
سوزوکی اظهار داشت که سیاست ژاپن در قبال این اعلامیه، سیاست موکوساتسو (黙殺، به معنای "کشتن با سکوت") است که ایالات متحده آن را به معنای "رد کردن از طریق نادیده گرفتن" تفسیر می‌کند. این منجر به تصمیم کاخ سفید برای اجرای تهدید تخریب شد. پس از تصمیم کاخ سفید، نیروی هوایی ارتش ایالات متحده اولین بمب اتمی را در شهر هیروشیما ژاپن در ۶ اوت ۱۹۴۵ و سپس دومین بمب اتمی را بر شهر ناکازاکی ژاپن در ۹ اوت ۱۹۴۵ پرتاب کرد. بمباران دو شهر را ویران کرد و ده‌ها هزار نفر را کشت و بسیاری از زیرساخت‌های شهرها و همچنین پایگاه‌های نظامی و کارخانه‌ها را در عرض چند ثانیه در شعاع بیش از ۱ مایل (۱٫۶ کیلومتر) ویران کرد.
ترومن در یک سخنرانی گسترده پس از بمباران هیروشیما که توسط خبرگزاری‌های ژاپنی پخش شد، هشدار داد که اگر ژاپن مفاد بیانیه پوتسدام را نپذیرد، می‌تواند «منتظر بارانی از هوا باشد، مانند که هرگز در این زمین دیده نشده‌است.» [۲۳] در نتیجه، سوزوکی احساس کرد که مجبور است با مطبوعات ژاپنی ملاقات کند و تعهد دولت خود را برای نادیده گرفتن خواسته‌های متفقین و مبارزه ادامه داد.
با این حال، بلافاصله پس از آن بیانیه، برای بسیاری روشن شد که تسلیم یک گزینه واقع بینانه است. دقیق بودن خواسته‌های متفقین و علنی شدن آنها، رهبران و مردم ژاپن را وادار کرد تا به موفقیتی که دشمنان ژاپن در جنگ به دست آورده بودند، پی ببرند. پس از دریافت اعلامیه پوتسدام، دولت ژاپن با پیشنهاد تسلیم خود در ۱۰ اوت، تلاش کرد تا موضوع اختیارات اداری امپراتور را در بیانیه پوتسدام حفظ کند، اما در نهایت مجبور شد با وزیر ایالات متحده راحت شود. پاسخ ایالت جیمز اف. برنز: «از لحظه تسلیم، اختیارات امپراتور و دولت ژاپن برای حکومت بر ایالت تابع فرمانده عالی نیروهای متفقین خواهد بود که هر گونه اقداماتی را که او برای اجرای قانون مناسب بداند انجام خواهد داد.» شرایط تسلیم؛ بنابراین، در ساعت 1200 JST در ۱۵ اوت ۱۹۴۵، امپراتور اعلامیه پوتسدام را پذیرفت، که با امضای اسناد تسلیم در کشتی USS Missouri در ۲ سپتامبر ۱۹۴۵ به اوج رسید. اعلام رادیویی به مردم ژاپن این بود. اولین باری بود که بسیاری از آنها واقعاً صدای امپراتور را شنیده بودند.